# Praestigia groenlandica
Praestigia groenlandica is een spinnensoort in de taxonomische indeling van de hangmatspinnen (Linyphiidae).
Het dier behoort tot het geslacht Praestigia. De wetenschappelijke naam van de soort werd voor het eerst geldig gepubliceerd in 1967 door Herman Theodor Holm.